# Freisinger Straße 21 (Oberschleißheim)

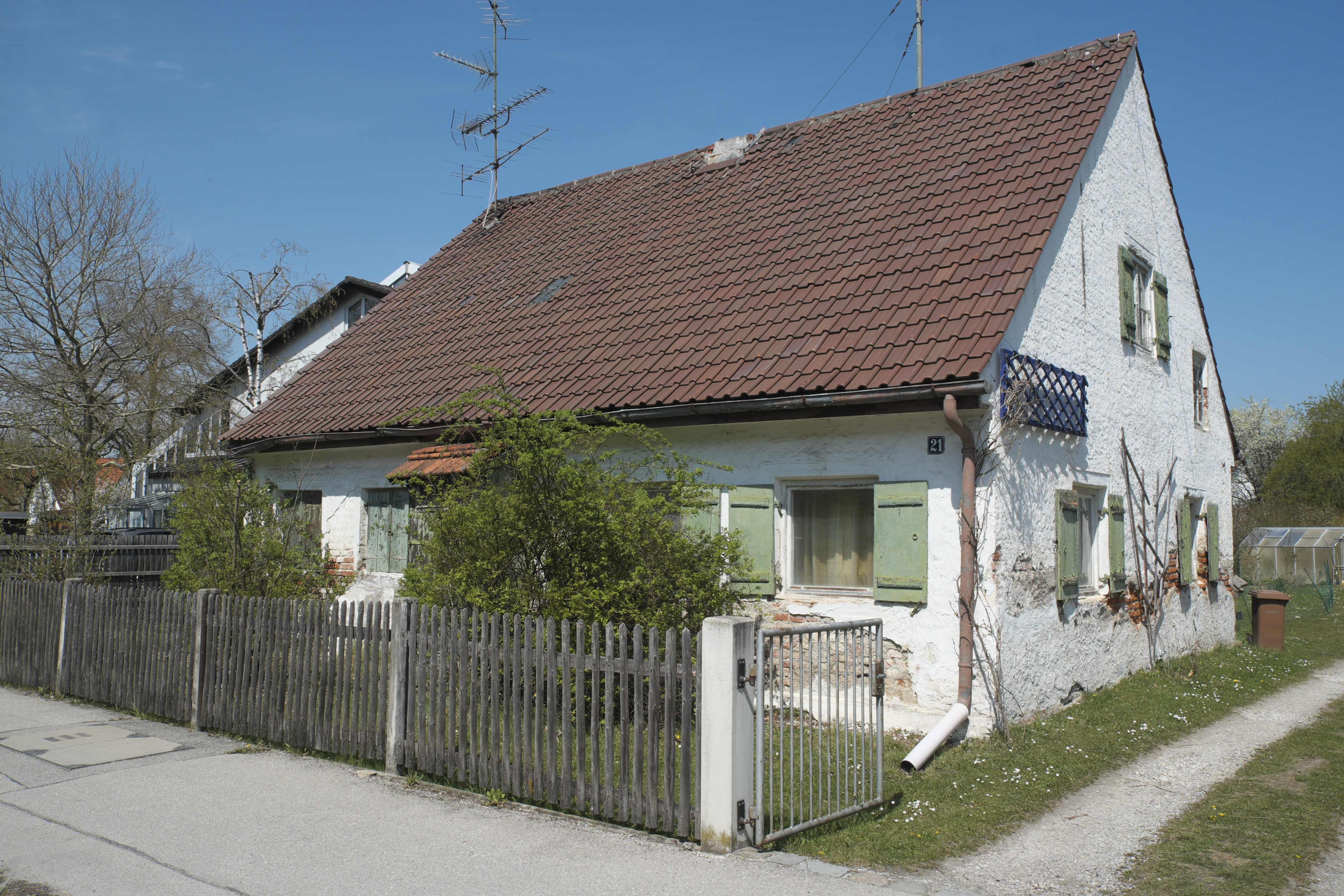
Haus Freisinger Straße 21 in Oberschleißheim

Das Gebäude Freisinger Straße 21 in Oberschleißheim, einer Gemeinde im oberbayerischen Landkreis München, wurde in der ersten Hälfte des 19. Jahrhunderts errichtet. Das Wohnhaus ist ein geschütztes Baudenkmal.
Das erdgeschossige ehemalige Handwerkerhaus ist ein Massivbau mit Satteldach und rückwärtigem Anbau.